# Лессор (тауншип, Миннесота)
Лессор (англ. Lessor) — тауншип в округе Полк, Миннесота, США. На 2000 год его население составило 197 человек.

## География
По данным Бюро переписи населения США площадь тауншипа составляет 94,3 км², из которых 92,2 км² занимает суша, а 2,1 км² — вода (2,22 %).

## Демография
По данным переписи населения 2000 года здесь находились 197 человек, 73 домохозяйства и 54 семьи.  Плотность населения —  2,1 чел./км².  На территории тауншипа расположено 90 построек со средней плотностью 1,0 построек на один квадратный километр. Расовый состав населения: 99,49 % белых и 0,51 % приходится на две или более других рас. Испанцы или латиноамериканцы любой расы составляли 0,51 % от популяции тауншипа.
Из 73 домохозяйств в 32,9 % воспитывались дети до 18 лет, в 71,2 % проживали супружеские пары, в 1,4 % проживали незамужние женщины и в 26,0 % домохозяйств проживали несемейные люди. 26,0 % домохозяйств состояли из одного человека, при том 16,4 % из — одиноких пожилых людей старше 65 лет. Средний размер домохозяйства — 2,70, а семьи — 3,28 человека.
26,4 % населения — младше 18 лет, 6,6 % — в возрасте от 18 до 24 лет, 21,8 % — от 25 до 44, 27,4 % — от 45 до 64, и 17,8 % — старше 65 лет. Средний возраст — 42 года. На каждые 100 женщин приходилось 116,5 мужчин.  На каждые 100 женщин старше 18 приходилось 116,4 мужчин.
Средний годовой доход домохозяйства составлял 35 417 долларов, а средний годовой доход семьи —  41 250 долларов. Средний доход мужчин —  31 250  долларов, в то время как у женщин — 21 528. Доход на душу населения составил 19 808 долларов. За чертой бедности находились 8,1 % семей и 14,7 % всего населения тауншипа, из которых 13,6 % младше 18 и 13,9 % старше 65 лет.